# Crocidura palawanensis
Crocidura palawanensis is een spitsmuis uit het geslacht Crocidura.

## Kenmerken
C. palawanensis is een vrij grote Crocidura, iets groter dan C. foetida uit Borneo. De dieren uit Balabac hebben een kortere vacht dan die uit Borneo. De staart en de vacht van de exemplaren uit Palawan zijn langer dan die van de dieren uit Balabac. Op Palawan bedraagt de kop-romplengte 161 tot 181 mm, de staartlengte 68 tot 90 mm de achtervoetlengte 16 tot 18 mm, op Balabac bedraagt de kop-romplengte 56 tot 70 mm, de staartlengte 56 tot 70 mm en de achtervoetlengte 14 tot 16 mm (gebaseerd op respectievelijk drie en twee exemplaren).

## Verspreiding
Deze soort komt voor op Palawan en Balabac in de zuidwestelijke Filipijnen. Deze soort is nauw verwant aan C. foetida uit Borneo en is mogelijk niet meer dan een ondersoort van die soort. De populatie op Balabac zou de ondersoort C. f. foetida kunnen vertegenwoordigen, maar is mogelijk ook een aparte, nog onbeschreven soort. C. palawanensis komt op Palawan samen met Crocidura batakorum en een nog onbeschreven soort voor, die tijdens een expeditie van Conservation International in 2007 op Mount Mantalingajan werd ontdekt. Op Palawan komt de soort voor in bos tot op minstens 400 m hoogte. Het voortbestaan van deze soort wordt bedreigd door vernietiging van de habitat van deze soort.